# NGC 71
NGC 71 је елиптична галаксија у сазвежђу Андромеда која се налази на NGC листи објеката дубоког неба.
Деклинација објекта је + 30° 3' 47" а ректасцензија 0h 18m 23,5s. Привидна величина (магнитуда) објекта NGC 71 износи 13,3 а фотографска магнитуда 14,3. NGC 71 је још познат и под ознакама UGC 173, MCG 5-1-68, CGCG 499-107, ARP 113, VV 166, PGC 1197.